# Baller League
Die Baller League ([ˈbɔːlɚ liːg]) ist eine deutsche Hallenfußball-Liga, die 2024 von Lukas Podolski und Mats Hummels in Zusammenarbeit mit anderen Fußballpersönlichkeiten, Künstlern und Streamern gegründet wurde. Ähnlich wie The Icon League ist sie inspiriert von der spanischen Kings League und verfügt über Regeln, die sich von den klassischen Fußballregeln unterscheiden, um den Spielen mehr Elemente der Dynamik und Unterhaltung hinzuzufügen.

## Regeln
Jedes Team hat elf Spieler, die im 6-gegen-6-Format auf einem Kleinfeld aus Kunstrasen gegeneinander antreten. Ein Spiel dauert 2 × 15 Minuten, wobei es für die letzten drei Minuten jeder Halbzeit durch die sogenannten „Gamechanger“ bzw. „Crunch Time“ zu Regeländerungen kommt, die per Glücksrad bestimmt werden. Fernschüsse sind erlaubt, wie im klassischen Fußball gibt es Abseits und Aus. Am dritten Spieltag der ersten Season wurden Eckstöße infolge einer Abstimmung abgeschafft. Stattdessen gibt es pro drei Ecken einen Penalty. Seit der zweiten Season ist Abseits nicht mehr in der gegnerischen Hälfte, sondern im Drittel strafbar. Im mittleren Drittel kann also keines der beiden Teams im Abseits stehen. Außerdem kann nun einmal pro Spiel und Mannschaft ein Videobeweis eingefordert werden.

### Gamechanger und Crunch Time
Per virtuellem Glücksrad wird für die letzten drei Minuten der beiden Halbzeiten jeweils eine von drei am Spieltag verfügbaren Regeländerungen ausgewählt.
Mögliche Regeländerungen der ersten Halbzeit („Gamechanger“):
- 3Play: Jede Mannschaft darf nur noch mit drei Spielern spielen. Die Torwarte wechseln dynamisch zur Verteidigung ein, je nachdem, welche Mannschaft gerade angreift.
- The Line: Tore, die von hinter der Abseitslinie geschossen wurden, zählen doppelt. Diese Option wurde zur zweiten Season eingeführt.
- PlusOne: Eins gegen eins, zuzüglich Torwart; bei jedem Tor dürfen beide Mannschaften einen zusätzlichen Spieler einwechseln; die Ecken-Regelung läuft weiter.

Mögliche Regeländerungen der zweiten Halbzeit („Crunch Time“):
- 1-on-1: Jedes Team spielt nur noch mit einem Spieler. Der angreifende Spieler versucht, innerhalb von 15 Sekunden ein Tor zu erzielen, wobei er sich nur in seiner Hälfte inklusive des ganzen Mittelkreises bewegen darf. Nach einem Schussversuch wechseln die Rollen. Wenn der Ball nach dem Schuss zurück in die eigene Hälfte rollt, darf noch einmal geschossen werden.
- Fast Forward: Überquert der Ball bei einem Angriff die Mittellinie, ist kein Rückpass mehr erlaubt.
- Fairplay: Jedes gepfiffene Foulspiel wird mit einem Feldverweis bestraft.

(Stand: 21. April 2025)
ehemalige Regeln aus Season 1 und 2:
- One Touch: Der Ball darf in der gegnerischen Hälfte nur noch einmal am Stück berührt werden
- Onside: Es gibt kein Abseits mehr.
- Volley: Tore dürfen nur per Volley erzielt werden
- Shot Clock: Die Zeit für einen Torschuss ist begrenzt

## Format
Die teilnehmenden Mannschaften werden von prominenten Streamern, Künstlern oder Fußballspielern gemanagt. Bei den Spielern handelt es sich zum Großteil um Amateurspieler, die vor der Saison im Rahmen eines Entry Drafts ausgewählt werden. Jedes Team darf neun Spieler aufnehmen. Darüber hinaus können für jeden Spieltag zwei Wildcards bestimmt werden, die das Team komplettieren. Die Mannschaft, die die wöchentlich wechselnde Aufgabe der „TK HealthQuest“ zwischen Spiel drei und vier am besten meistert, erhält einen im Anschluss bekanntgegebenen Ex-Profispieler für den nächsten Spieltag.
Die Saison teilt sich in eine reguläre Saison und ein Finalturnier. In der regulären Saison treffen alle Mannschaften anhand eines vor der Saison festgelegten Spielplans einmal aufeinander. Die Spiele finden nacheinander am selben Tag und Ort statt. Für einen Sieg gibt es drei Punkte, für ein Unentschieden einen Punkt und für eine Niederlage keine Punkte. Zudem kann pro Spieltag ein Team einen Extrapunkt bei der „Galaxy Primetime“ gewinnen. Die vier Mannschaften mit den meisten Punkten aus der regulären Saison qualifizieren sich für das Final Four, das vor Live-Zuschauern in einer größeren Veranstaltungsstätte oder einem Fußballstadion stattfindet. Dabei wird im K.-o.-System (Zwei Halbfinals, ein Finale) der Meister ermittelt.
In der zweiten Saison wird der Gewinner des Ex-Profis bei der nun „TK Baller Stats“ genannten Aktion nach Ende jedes Spieltags automatisch anhand drei Werten bezogen auf die Laufleistung bestimmt. Zwischen Spiel 3 und 4 wird stattdessen der Zusatzpunkt ausgespielt. Aufgabe für letzteren ist weiterhin der „Elferkönig“: Reihum tritt je Team ein vorher bestimmter Spieler gegen einen neutralen Torwart im Penaltyschießen an. Wer nicht trifft, scheidet aus. Der letzte Spieler, der noch im Spiel ist, gewinnt den Bonuspunkt für seine Mannschaft.

## Geschichte

### Season 1 (2024)
Die erste Season der Baller League fand von Januar bis April 2024 statt. Sie begann mit einem Entry Draft, der am 15. Januar 2024 stattfand. Über 16.000 Amateurspieler hatten sich für eine Teilnahme beworben.
Die insgesamt elf Spieltage der regulären Season fanden vom 22. Januar 2024 bis zum 1. April 2024 wöchentlich jeweils montags statt. Die besten vier Mannschaften Calcio Berlin, Streets United, Eintracht Spandau und Las Ligas Ladies qualifizierten sich für das Final-Four-Turnier, das am 8. April 2024 im PSD Bank Dome in Düsseldorf stattfand. Dort konnte sich Streets United im Finale gegen Calcio Berlin durchsetzen und sich als Sieger der ersten Season küren.
Final Four
08.04.2024, PSD Bank Dome
|  | Halbfinale | Halbfinale        | Halbfinale |  |  | Finale | Finale         | Finale |
|  |            |                   |            |  |  |        |                |        |
|  |            |                   |            |  |  |        |                |        |
|  | 1          | Calcio Berlin     | 8          |  |  |        |                |        |
|  | 4          | Las Ligas Ladies  | 1          |  |  |        |                |        |
|  |            |                   |            |  |  | 1      | Calcio Berlin  | 5      |
|  |            |                   |            |  |  | 2      | Streets United | 7      |
|  | 2          | Streets United    | 2          |  |  |        |                |        |
|  | 3          | Eintracht Spandau | 1          |  |  |        |                |        |
|  |            |                   |            |  |  |        |                |        |

### Season 2 (2024)
Die zweite Season der Baller League fand von Juli bis Oktober 2024 statt und begann mit dem Entry Draft am 15. Juli 2024. Das Teilnehmerfeld sollte sich zunächst auf 14 Teams erweitern. Stattdessen zog sich das Team Hardstuck Royale zurück und wurde durch den neu gegründeten FC Nitro mit Manager Nader Jindaoui ersetzt. Die elf Spieltage der regulären Season wurden vom 22. Juli 2024 bis zum 30. September 2024 jeweils montags in Köln ausgetragen, das Final Four fand am 07. Oktober erneut im PSD Bank Dome in Düsseldorf statt. Für das Final Four hatten sich Beton Berlin, FC Nitro, Gönrgy Allstars und Las Ligas Ladies qualifiziert, im Finale konnten sich Las Ligas Ladies  im Penaltyschießen gegen Gönrgy Allstars durchsetzen.
Final Four
7. Oktober 2024, PSD Bank Dome
|  | Halbfinale | Halbfinale       | Halbfinale |  |  | Finale | Finale           | Finale |
|  |            |                  |            |  |  |        |                  |        |
|  |            |                  |            |  |  |        |                  |        |
|  | 1          | Beton Berlin     | 2          |  |  |        |                  |        |
|  | 4          | Las Ligas Ladies | 5          |  |  |        |                  |        |
|  |            |                  |            |  |  | 4      | Las Ligas Ladies | 4      |
|  |            |                  |            |  |  | 3      | Gönrgy Allstars  | 3      |
|  | 2          | FC Nitro         | 6          |  |  |        |                  |        |
|  | 3          | Gönrgy Allstars  | 7          |  |  |        |                  |        |
|  |            |                  |            |  |  |        |                  |        |

### Season 3 (2025)
Die dritte Season wurde am 23. September 2024 im Livestream der Baller League bestätigt. Zudem wurden große Änderungen und Neuerungen angekündigt. So finden die Spiele der Gruppenphase zwischen dem 3. März und 12. Mai 2025 in Berlin statt (siehe #Veranstaltungsort).
Final Four
19. Mai 2025, Hangar 7 (Flughafen Tempelhof), Berlin
|  | Halbfinale | Halbfinale       | Halbfinale |  |  | Finale | Finale          | Finale |
|  |            |                  |            |  |  |        |                 |        |
|  |            |                  |            |  |  |        |                 |        |
|  | 1          | Streets United   | 5          |  |  |        |                 |        |
|  | 4          | Calcio Berlin    | 2          |  |  |        |                 |        |
|  |            |                  |            |  |  | 1      | Streets United  | 7      |
|  |            |                  |            |  |  | 2      | Gönrgy Allstars | 1      |
|  | 2          | Gönrgy Allstars  | 7          |  |  |        |                 |        |
|  | 3          | Hollywood United | 3          |  |  |        |                 |        |
|  |            |                  |            |  |  |        |                 |        |

### Internationale Ableger
Seit 2025 gibt es einen Ableger der Baller League im Vereinigten Königreich. Die Vorbereitungen für das Turnier fanden parallel zur deutschen Season 3 statt. Die britische Baller League kann ebenfalls auf Twitch über das Internet gestreamt sowie auf Sky Sports und Now TV übertragen werden. Bekannte Manager sind dabei u. a. Alan Shearer, Gary Lineker, Micah Richards, Luís Figo, KSI, John Terry, Jens Lehmann, Robert Pires und Freddie Ljungberg. 
Ein Ableger in den USA ist ebenfalls in Planung. Als bekannteste Teammanager dort sind die Fußball-Legende Ronaldinho und IShowSpeed angekündigt worden.

## Manager
| Team              | Manager              | Manager          | Manager          |
| ----------------- | -------------------- | ---------------- | ---------------- |
| Streets United    | Lukas Podolski       | Diyar Acar       |                  |
| Las Ligas Ladies  | Ana Maria Marković   | Selina Cerci     | Jule Brand       |
| Käfigtiger        | Kevin-Prince Boateng | Abdi Rackzman    |                  |
| Protatos          | Lars Holzschneider   | Lukas Kutting    |                  |
| VFR Zimbos 1      | GamerBrother         | Tisi Schubech    |                  |
| Golden XI 2       | Florian Neuhaus      | Christoph Kramer |                  |
| Beton Berlin      | Kontra K             | Kontra K         | Kontra K         |
| Gönrgy Allstars   | MontanaBlack         | Sascha Hellinger |                  |
| Calcio Berlin     | Nico Heymer          | Niklas Levinsohn | Christoph Kröger |
| Hollywood United  | Max Kruse            | Jens Knossalla   |                  |
| Eintracht Spandau | Hans Sarpei          | HandOfBlood      |                  |
| FC Nitro          | Nader Jindaoui       | Nader Jindaoui   | Nader Jindaoui   |

Stand: 21. April 2025.
Bei vorherigen Seasons waren außerdem als Manager dabei: Alisha Lehmann, Felix Lobrecht, Abdi Rackzman und Trymacs.

## Platzierungen
| Team              | Platzierung | Platzierung | Platzierung |
| Team              | Season 1    | Season 2    | Season 3    |
| ----------------- | ----------- | ----------- | ----------- |
| Streets United    | 1.          | 11.         | 1.          |
| Las Ligas Ladies  | 4.          | 1.          | 11.         |
| Beton Berlin      | 5.          | 3.          | 6.          |
| Gönrgy Allstars   | 11.         | 2.          | 2.          |
| Nitro FC          | -           | 4.          | 10.         |
| Calcio Berlin     | 2.          | 7.          | 4.          |
| Eintracht Spandau | 3.          | 8.          | 7.          |
| Golden XI         | 7.          | 5.          | 9.          |
| Hollywood United  | 6.          | 9.          | 3.          |
| Käfigtiger        | 12.         | 6.          | 5.          |
| Protatos          | 8.          | 12.         | 8.          |
| VFR Zimbos        | 10.         | 10.         | 12.         |

In der ersten Spielzeit nahm außerdem das Team Hardstuck Royale von Trymacs an der Liga teil und konnte dort den 9. Platz erlangen. Ab Season 2 schied dieses Team aus der Liga aus und wurde durch das Team FC Nitro von Nader Jindaoui ersetzt.

## Ewige Tabelle
| Pl.                                       | Team              | Se. | Sp. | S  | U | N  | T+  | T-  | Diff. | Pkt. | Ø Pkt. | Titel | Final Four |
| ----------------------------------------- | ----------------- | --- | --- | -- | - | -- | --- | --- | ----- | ---- | ------ | ----- | ---------- |
| 1.                                        | Beton Berlin      | 3   | 32  | 17 | 7 | 8  | 139 | 97  | 42    | 59   | 1.84   | 0     | 1          |
| 2.                                        | Gönrgy Allstars   | 3   | 32  | 18 | 3 | 11 | 130 | 101 | 29    | 59   | 1.84   | 0     | 2          |
| 3.                                        | Streets United    | 3   | 32  | 18 | 3 | 11 | 127 | 99  | 28    | 59   | 1.84   | 2     | 2          |
| 4.                                        | Calcio Berlin     | 3   | 32  | 16 | 5 | 11 | 130 | 124 | 6     | 58   | 1.81   | 0     | 2          |
| 5.                                        | Käfigtiger        | 3   | 32  | 13 | 5 | 14 | 120 | 131 | −11   | 51   | 1.59   | 0     | 0          |
| 6.                                        | Eintracht Spandau | 3   | 32  | 13 | 8 | 11 | 124 | 119 | 5     | 49   | 1.53   | 0     | 1          |
| 7.                                        | Hollywood United  | 3   | 32  | 14 | 3 | 15 | 118 | 117 | 1     | 48   | 1.50   | 0     | 1          |
| 8.                                        | Las Ligas Ladies  | 3   | 32  | 14 | 4 | 14 | 114 | 125 | −11   | 47   | 1.47   | 1     | 2          |
| 9.                                        | Golden XI         | 3   | 32  | 11 | 6 | 15 | 114 | 127 | −13   | 43   | 1.34   | 0     | 0          |
| 10.                                       | Protatos          | 3   | 32  | 8  | 8 | 16 | 114 | 141 | −27   | 34   | 1.10   | 0     | 0          |
| 11.                                       | Nitro FC          | 2   | 22  | 9  | 5 | 8  | 77  | 85  | −8    | 32   | 1.45   | 0     | 1          |
| 12.                                       | VfR Zimbos        | 3   | 32  | 7  | 3 | 22 | 114 | 156 | −42   | 27   | 0.87   | 0     | 0          |
| 13.                                       | Hardstuck Royale  | 1   | 11  | 3  | 4 | 4  | 39  | 38  | 1     | 13   | 1.18   | 0     | 0          |
| Stand: 13. Mai 2025 (Season 3 – Endstand) |                   |     |     |    |   |    |     |     |       |      |        |       |            |

## Auszeichnungen
|          | Baller of the Season | Torschützenkönig | Goalie of the Season |
| -------- | -------------------- | ---------------- | -------------------- |
| Season 1 | Moritz Leitner       | Moritz Leitner   | Pascal Wiewrodt      |
| Season 2 | Mustapha Chahour     | Niklas Valerius  | Niklas Reichel       |

## Bekannte Spieler
Mit Maximilian Beister, Sascha Bigalke, Christian Clemens, Marcel Heller, Moritz Leitner, Richard Sukuta-Pasu und Bastian Oczipka traten mehrere Ex-Profis mit Bundesligaerfahrung schon in der 1. Season der Baller League an. In der zweiten Season stießen unter anderem Christoph Kramer, Kevin-Prince Boateng und Fabian Klos hinzu. Zudem gibt es durch ein Sponsoring der Techniker Krankenkasse jeden Spieltag einen Gastspieler für eines der Teams. Dadurch kamen schon Spieler wie Aílton, Felipe Santana oder Zé Roberto zum Einsatz.

## Veranstaltungsort
Die ersten zwei Saisons der Baller League wurden in der Motorworld Köln auf dem Gelände des ehemaligen Flughafens Butzweilerhof ausgetragen. Der Veranstaltungsort bietet Platz für 500 Zuschauer, wobei Tickets nur durch Verlosungen der Teammanager oder Sponsoren erhältlich sind.
Das Finale der ersten Saison fand am 8. April 2024 im PSD Bank Dome in Düsseldorf statt, nachdem eine Austragung aus zeitlichen Gründen weder im Rheinenergie-Stadion, noch in der Lanxess Arena, in Köln möglich war.
In der Saison 3 der Baller League fand ein Ortswechsel statt. Ab März 2025 fanden die Spiele der Gruppenphase und des Final-Four-Turnier in Berlin statt. Die Spielstätte ist der historische Hangar 7 des Flughafens Tempelhof. Dadurch ergibt sich für die Teams aus Berlin eine deutlich kürzere Anreise.

## Kritik

### Kritik aus dem Amateurfußball
Markus Köppe, Sportdirektor vom FV Bonn-Endenich, aus dem fünf Spieler parallel zu ihrem Engagement beim Mittelrheinligisten auch in der Baller League aktiv waren, übt als scharf empfundene Kritik an der Hallenfußballliga. Er bezeichnet die Baller League als „Virus“, „Kirmes-Liga“ und „Sekte“. Neben der Verletzungsgefahr kritisierte er, dass die Spieler den Fokus auf ihre eigentlichen Vereine verlieren, auch aufgrund falscher Versprechungen, die ihnen die Baller League in Bezug auf eine Fußballkarriere im Profigeschäft offeriere.

### Sexismus der Organisatoren
Der Mit-Initiator Lukas Podolski ist im Zuge der Organisationen mehrfach durch als sexistisch gewertete Aussagen aufgefallen. So äußerte er sich im Februar 2024 auf die Nachfrage der Zeit als herablassend empfunden über Frauen durch die als unwürdig gewertete Einordnung: „Das ist eine Baller League, nicht für Kinder, nicht für Frauen, nicht für Babys, sondern für Herren“. Im Zuge dieser Aussage ging Podolski in seinen als frauenfeindlich empfundenen Aussagen noch weiter und schlug im Interview vor die Angelegenheit hinter der Halle zu klären „wie echte Männer“.
Eine Kritik an Podolskis Äußerungen von Zuschauern in einer der nächsten Veranstaltungen wurde von den Veranstaltern angeblich versucht zu unterdrücken. Ein Plakat mit der Aufschrift „Mehr Frauen – weniger Poldis“ wurde in der Live-Übertragung ausgeblendet und die beiden Männer erhielten Hausverbot. Ein Statement vom zweiten Mit-Verantwortlichen der Baller League, Mats Hummels, liegt nicht vor.

## Reichweite
Alle Spiele der Baller League sind auf dem offiziellen Twitch-Kanal der Liga und weiterer Streamer als Livestream verfügbar und für die Zuschauer kostenlos. Auf dem Twitch-Kanal der Baller League selbst kommentiert Robby Hunke. Außerdem werden die Spiele auf der Streamingplattform Joyn und das jeweilige Topspiel im Fernsehen auf ProSieben Maxx übertragen.
In der ersten Saison lagen die durchschnittlichen Live-Views auf Twitch bei 2,9 Millionen pro Spieltag, mit einem durchschnittlichen Peak von 349.679 gleichzeitigen Zuschauern. Das Final Four verfolgten 3,7 Millionen Zuschauer. Der Kanal der Baller League befand sich während der ersten Saison auf Platz eins der deutschsprachigen Twitch-Charts und global auf dem dritten Platz.

## Sponsoring
Die Baller League finanziert sich hauptsächlich über Einnahmen aus dem Sponsoring. Hauptpartner ist das Jobnetzwerk Xing, das u. a. als Trikotsponsor bei allen Teams auftritt, lediglich Gönrgy Allstars laufen mit Gönrgy als Sponsor auf. Der „Gamechanger“ wird von Vodafone präsentiert.